# Sofía Hernanz Costa
Sofía Hernanz Costa (Ibiza, 21 de junio de 1970) es una política española, diputada en el Parlamento de las Islas Baleares en la V legislatura y en el Congreso en la X, XI y XII legislaturas.

## Biografía
Licenciada en Derecho, ha trabajado como letrada del Ayuntamiento de Ibiza. Militante del PSIB-PSOE, entre 2000 y 2004 fue miembro de la ejecutiva del partido y de 2005 a 2006 de la ejecutiva de la Agrupación municipal de Ibiza.
En las elecciones municipales españolas de 1995 fue elegida concejala en el ayuntamiento de Ibiza por el PSIB-PSOE y en 1999 fue elegida diputada tras las elecciones al Parlamento de las Islas Baleares con el Pacto Progresista, así como consejera del Consejo Insular de Ibiza y Formentera.
De 2008 a 2011 fue nombrada Directora Insular de la Administración General del Estado en Ibiza y Formentera. Fue elegida diputada en las elecciones de 2011, 2015 y 2016 y ha sido miembro de la Diputación Permanente del Congreso y Secretaria Segunda de la Comisión para el Estudio del Cambio Climático (desde 2012 hasta 2014).
Fue uno de los quince diputados que votaron negativamente en la segunda sesión de investidura del candidato del Partido Popular Mariano Rajoy como Presidente del Gobierno para la XII_legislatura_de_España el 29 de octubre de 2016. El resto del grupo parlamentario socialista se abstuvo, decisión que previamente se habían tomado en el Comité Federal. Estos hechos culminaron la llamada Crisis del PSOE de 2016.